# حمام موريشيوس الأزرق
حمامة موريشيوس الزرقاء هي حمامة زرقاء اللون قد أنقرضت، وكانت تعيش في جزيرة موريشيوس. كان السبب في إنقراضها العبيد اللاجئين والبحارة الهولنديون, وكانوا هم أيضاً الذين تسببوا في أنقراض طائر الدودو.
حمامة موريشيوس الزرقاء (بالانجليزية  Alectroenas nitidissima)  من أشهر الطيور المنقرضة في العالم،وكان يعيش في جزيرة موريشيوس الواقعة في المحيط الهندي، وهو من سلالة طيور الايما.

## وصف الطائر
هنالك ستة أنواع من الحمام الأزرق ،كل منهم لديه لون ازرق في ريشه . يبلغ طولها حوالي 3.3 قدم، ويصل وزنها لما يقارب 20 كيلوغراما.
تمتلك حلقا كبيرا وأقداما كبيرةً ولا يغطِّيها الريش، ويقال أنّ انقراضها لا دخل للإنسان فيه.
تميز هذا الطائر بعدم مقدرته على الطيران.

## الانقراض
تم انقراض حمامة موريشيوس الزرقاء في القرن السابع عشر بسبب الصيد الجائر وفقدان موطنها الطبيعي. يعتبر انقراض حمامة موريش الزرقاء أحد الأمثلة البارزة على الانقراض الناجم عن تدخلات الإنسان في البيئة.

## الغذاء
حمامة موريشيوس الزرقاء كانت تعتمد بشكل رئيسي على تناول الفواكه والبذور كغذاء أساسي،  وكانت تتغذى بشكل أساسي على الفواكه المتوفرة في موطنها الطبيعي في جزيرة موريشيوس. تشير الدراسات إلى أنها كانت تتناول بذور النخيل والفواكه الأخرى المتوفرة في الغابات الاستوائية التي كانت تعيش فيها.

## التسمية
تم تسمية حمامة موريشيوس الزرقاء باسم "دودو"، وهي كلمة هولندية تعني "غبي" .
يُعتقد أن الاسم الهولندي "دودو" قد تم تطبيقه على هذه الطيور بسبب شكلها الغريب وسلوكها البطيء وعدم قدرتها على الطيران، والذي جعلها هدفًا سهلًا للصيادين والحيوانات المفترسة التي دخلت موطنها. ومن هنا اشتقت التسمية العامة "دودو".